# FHB Csoport
Az FHB Csoport felépítése 2006-ban kezdődött meg, hogy a szakosított hitelintézeti tevékenységek mellett ezzel erősítse jelenlétét a kereskedelmi banki, valamint az egyéb pénzügyi, ingatlanos szolgáltatások terén. Ekkor a tulajdonos és egyben csoportirányító pénzintézet elnevezése is megváltozott, az addigi Földhitel- és Jelzálogbank Rt. helyett FHB Jelzálogbank Nyrt.-re. Az univerzális lakossági és vállalati kereskedelmi banki tevékenységet folytató FHB Kereskedelmi Bank Zrt.-be 2010-ben olvadt be az Allianz Bank Zrt., a jogutód neve: FHB Bank Zrt.
2018 áprilisában bejelentették, hogy Csoport tagjai a április végén tartandó éves közgyűlés várható döntése után nevet és arculatot vált. Az új vezérszó az FHB helyett a "Takarék" lesz.

## Története
Az FHB Földhitel- és Jelzálogbankot, mint szakosított pénzintézetet 1997 októberében alapította 3 milliárd forint alaptőkével négy bank (a Magyar Befektetési és Fejlesztési Bank Rt., a Mezőbank Rt., a Postabank és Takarékpénztár Rt., a Pénzintézeti Központ Bank Rt.) és a Pénzügyminisztérium azzal a céllal, hogy kialakuljon Magyarországon a hosszú lejáratú finanszírozás, létrejöjjenek a hosszabb távú befektetési lehetőségek és fejlődésnek induljon az ingatlan piac. A bank 1998 márciusában kapta meg működési engedélyét a Magyar Pénz- és Tőkepiaci Felügyelettől (a Pénzügyi Szervezetek Állami Felügyelete, a PSZÁF jogelődjétől).
Az FHB Rt. működésének első évében, 1998-ban kialakította stratégiáját, ügyfélkörét, s országszerte elérhetővé tette a jelzálog-alapú finanszírozást. Fokozatosan finomodó, formálódó termékkört alakított ki, melyek egyaránt jól igazodnak a tőkepiac feltételeihez és az ügyfelek igényeihez. Az FHB fontos szereplő volt a kormány 1999-ben elindított lakásfinanszírozási koncepciójának megvalósításában. A bank 2001 végére a magyar lakásfinanszírozás jelentős szereplőjévé lépett elő egyrészt saját hitelügyeletei, másrészt a lakossági lakáshitel finanszírozásban részt vevő kereskedelmi bankokkal és takarékszövetkezetekkel kialakított együttműködése révén. A Jelzálog-hitelintézetről és a jelzáloglevélről szóló törvény 2001. évi módosítása lehetővé tette a kereskedelmi bankok jelzáloghiteleinek refinanszírozását önálló zálogjog megvásárlásán keresztül. Ennek eredményeként az FHB kereskedelmi bankokkal kötött refinanszírozási keretszerződéseket, s 2005 végére a refinanszírozási hitelek adták a jelzáloghitel-állomány 60%-át.
Az FHB saját hiteleinek és a refinanszírozási hitelek forrását jelzáloglevelek kibocsátásával teremti elő. 2001 tavaszán a bank jelzálogleveleit bevezették a Budapesti Értéktőzsdére. A belföldi tőkepiac korlátozott volta miatt a bank 1 milliárd euró értékű jelzáloglevél kibocsátást indított el Luxemburgban. Az Európai Jelzálogszövetség 2001. november 29-én megtartott közgyűlésének döntése nyomán az FHB a szervezet társult tagja lett.
Az FHB privatizációja 2003-ban kezdődött meg: az ÁPV Rt. tulajdoni hányada 53,2%-ra csökkent. Az FHB Rt. „A”sorozatú törzsrészvényei bevezetésre kerültek a Budapesti Értéktőzsde „A” részvénykategóriájába. Az FHB részvény a 2004. április 1-jétől tagja a BUX-kosárnak.

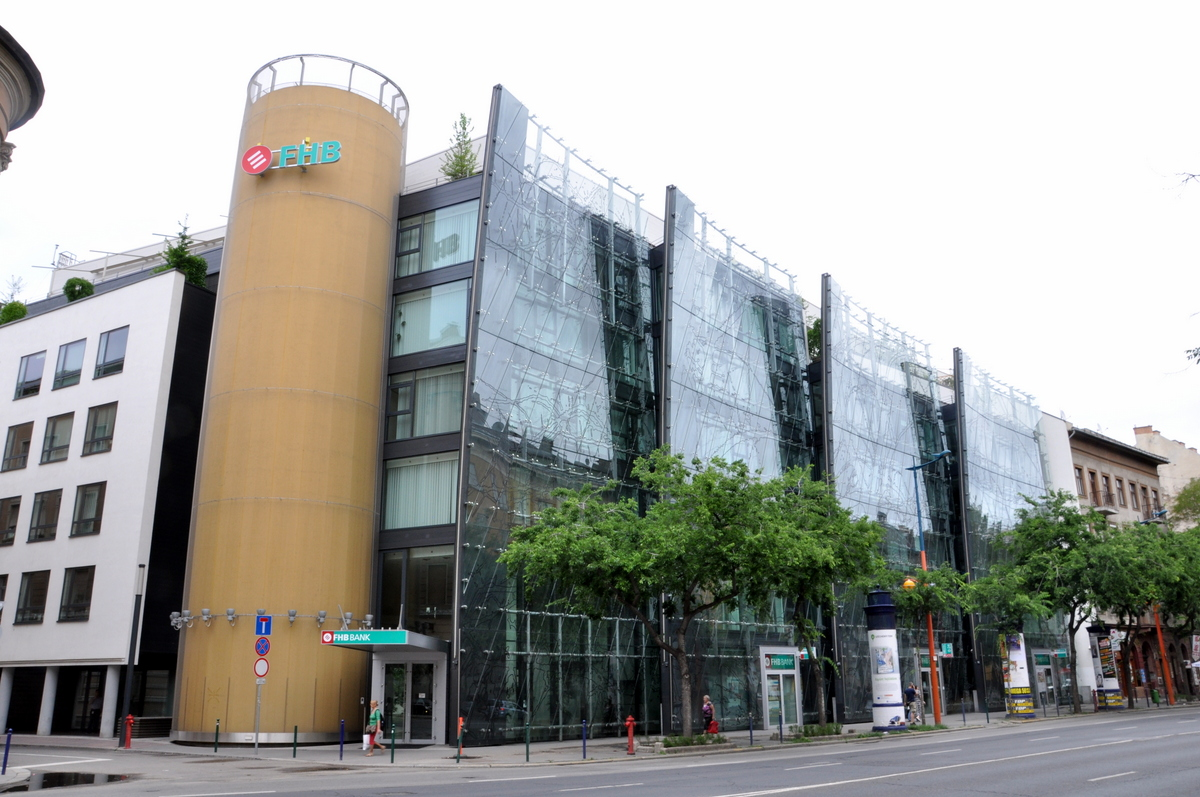
A bank Üllői úti székháza

Az FHB Igazgatósága 2006 februárjában új üzleti stratégiát fogadott el, amelynek részeként megkezdődött az FHB bankcsoporttá alakulása, annak érdekében, hogy a jelzáloghitelezés és ingatlanfinanszírozás mellett új szolgáltatásokkal és termékekkel szolgálja ki a banki ügyfeleket. Az átalakulás részeként megváltozott a bankcsoportot irányító és tulajdonló FHB Földhitel- és Jelzálogbank neve, a társaság 2006-tól FHB Jelzálogbank Nyilvánosan Működő Részvénytársaság (rövidebben: FHB Jelzálogbank Nyrt., FHB Nyrt.) néven folytatja tevékenységét. A bankcsoport új leányvállalatokat alapított. A hitelezés bővítése és az univerzális lakossági és vállalati kereskedelmi banki tevékenység bankcsoporton belüli szolgáltatása érdekében megalakult az FHB Kereskedelmi Bank Zrt.. Létrejött továbbá az FHB Életjáradék Zrt., amely az időskorúak részére értékesíti az életjáradék terméket, valamint megbízási szerződés alapján az FHB Jelzálogbank Nyrt. termékét, az időskori jelzálogjáradék kölcsönt. Az FHB Ingatlan Zrt., az ingatlanokkal kapcsolatos értékelési, kezelési, közvetítői, tanácsadói és szakértői funkciók Bankcsoporton belüli és kívüli megrendeléseinek kiszolgálására szakosodott, ismert terméke az FHB Lakásárindex és az FHB Termőföldindex.  Az FHB Bankcsoport később tovább bővült – a 2011-ben bejegyzett – FHB Ingatlanlízing Zrt.-vel; e leányvállalat a mai ingatlanlízing piacon elérhető finanszírozási termékek teljes palettáját kínálja a lakossági és vállalati ügyfeleknek.
2007. év harmadik negyedévében az FHB Nyrt.-ben addig 54,11%-os többségi részesedéssel rendelkező ÁPV Zrt. 2007. augusztus 29-én a hazai és a nemzetközi tőkepiacon gyorsított könyvépítés keretében értékesítette a tulajdonában álló, 50%+1 „A” sorozatú törzsrészvény állományát. A tranzakció óta az ÁPV (2007. november 20-tól MNV Zrt.) részesedése az FHB Nyrt.-ben 4,11%. 

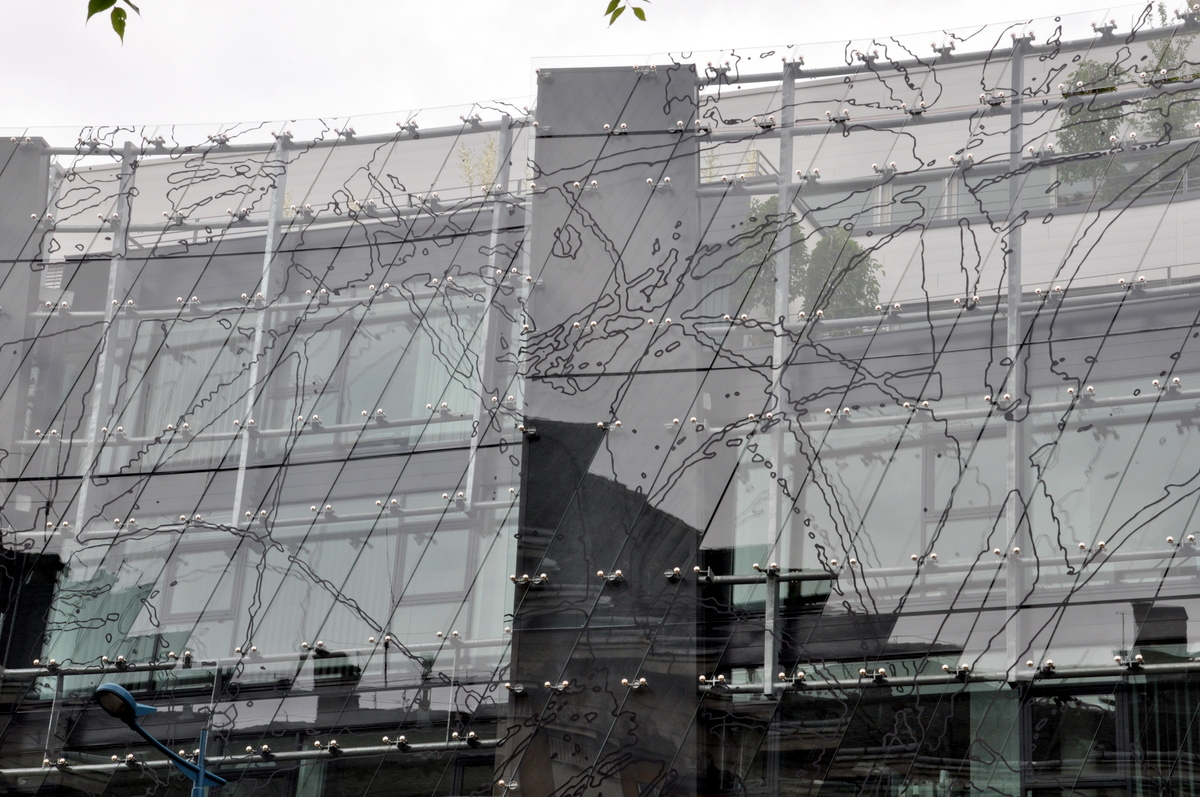
Az Üllői úti székház egy részlete

Az egyes FHB bankcsoporti tagok az elsők között, 2009 szeptemberében csatlakoztak a lakosság részére hitelt nyújtó pénzügyi szervezetek ügyfelekkel szembeni tisztességes magatartásáról szóló Magatartási Kódexhez, amely az ügyfelek és a hitelezők közötti kapcsolatban a nélkülözhetetlen bizalom megerősítését szolgálja.
2010. szeptember 30. napjával lezárult az Allianz Hungária Biztosító Zrt. és az FHB Jelzálogbank Nyrt. megállapodása az Allianz Bank Zrt. FHB-nak történő eladásáról. Továbbá életbe lépett a két cégcsoport közötti stratégiai együttműködésről szóló megállapodás, amelynek köszönhetően a magyarországi Allianz csoport és az FHB Bankcsoport ügyfelei az FHB kibővült fiókhálózatán keresztül érhetik el a két cégcsoport pénzügyi megoldásait, banki, biztosítói szolgáltatásait, termékeit. 2011. március 31-ével az Allianz Bank Zrt. beolvadt az FHB Bank Zrt.-be, így 2011. április 1-jétől jogutódként az FHB Bank Zrt. nyújtja a banki szolgáltatásokat a jogelőd Allianz Bank Zrt. Ügyfeleinek is.

## Az FHB Csoport tagjai
- FHB Jelzálogbank Nyrt. (FHB Jelzálogbank Nyilvánosan Működő Részvénytársaság)
- FHB Bank Zrt. (FHB Kereskedelmi Bank Zártkörűen Működő Részvénytársaság)
- FHB Ingatlanlízing Zrt.
- Diófa Alapkezelő Zrt.
- FHB Lízing Zrt.